# Los escapistas
Los Escapistas fue un programa televisivo español con el formato de documental de viajes. En cada capítulo cuatro amigos visitan una ciudad europea bajo tres condiciones: viajan en fin de semana, siempre fuera de España y sólo pueden gastar 300 € por persona.
El documental estaba realizado con estilo humorístico pero riguroso, contando los principales atractivos turísticos de la ciudad visitada, así como la oferta de ocio y gastronómica que se adecúe al presupuesto.

## Los escapistas
Los cuatro protagonistas de la serie son:
- Manuel Feijóo es Manu "el capo". Es el organizador de cada viaje, controla el dinero y una cámara de vídeo casero, con la que filma a sus compañeros.
- Iñaki Urrutia es Iñaki "el gourmet". Se encarga de buscar los lugares para comer y comentar algo de la gastronomía local.
- Juan Carlos Muñoz-Torrero es Juanki "el ilustrao". Es el responsable de las visitas culturales, museos, monumentos, etc.
- José de la Casa es Boto "el animal nocturno". Da las claves de los locales de ocio nocturno.

## Capítulos
| Capítulo | Ciudad    | Fecha de emisión        |
| -------- | --------- | ----------------------- |
| 1        | Roma      | 21 de octubre de 2007   |
| 2        | Lisboa    | 28 de octubre de 2007   |
| 3        | Praga     | 4 de noviembre de 2007  |
| 4        | Marsella  | 11 de noviembre de 2007 |
| 5        | Bruselas  | 18 de noviembre de 2007 |
| 6        | Atenas    | 25 de noviembre de 2007 |
| 7        | Dublín    | 2 de diciembre de 2007  |
| 8        | Nápoles   | 9 de diciembre de 2007  |
| 9        | Budapest  | 16 de diciembre de 2007 |
| 10       | Ámsterdam | 23 de diciembre de 2007 |
| 11       | Liverpool | 30 de diciembre de 2007 |
| 12       | Estocolmo | 6 de enero de 2008      |
| 13       | Berlín    | 13 de enero de 2008     |